# Weißschwanzmaulwurf
Der Weißschwanzmaulwurf (Parascaptor leucurus, auch Parascaptor leucura) ist eine Säugetierart aus der Familie der Maulwürfe (Talpidae). Sie kommt im südlichen, südöstlichen und im östlichen Asien vor, ihr Verbreitungsgebiet umfasst Teile von Indien, Myanmar und China. Als Lebensraum nutzen die Tiere Hügel und Ebenen in Tiefland- sowie in höheren Gebirgslagen. Es handelt sich um einen kleinen Vertreter der Maulwürfe. Wie alle Angehörigen der Eigentlichen Maulwürfe charakterisieren den Weißschwanzmaulwurf ein walzenförmiger Körper, ein kurzer Hals und grabschaufelartige Vordergliedmaßen. Namensgebend sind die weißen Schwanzhaare, die sich gegenüber dem ansonsten dunklen schwärzlich braunen Fell hervorheben. Die Lebensweise der Tiere ist bisher weitgehend unerforscht, sie sind aber unterirdisch aktiv. Die Erstbeschreibung des Weißschwanzmaulwurfs erfolgte im Jahr 1850. Die Einführung der Gattung Parascaptor fand 25 Jahre später statt. Heute repräsentiert die Art den einzigen Vertreter der Gattung. Genetische und einzelne morphologische Befunde weisen jedoch darauf hin, dass möglicherweise mehrere kryptische Arten bestehen. Fossilfunde sind nur wenige belegt. Der Bestand gilt als nicht gefährdet.

## Merkmale

### Habitus
Der Weißschwanzmaulwurf ist ein kleiner Vertreter der Maulwürfe. Seine Kopf-Rumpf-Länge variiert von 11,5 bis 12,6 cm, hinzu kommt ein 1,0 bis 1,4 cm langer Schwanz. Dadurch erreicht der Schwanz etwa 8,3 bis 11,8 % der Länge des restlichen Körpers. Das Gewicht beträgt 36,0 bis 47,1 g. Im übrigen Erscheinungsbild gleichen die Tiere weitgehend den anderen Vertretern der Eigentlichen Maulwürfe (Talpini). Ihr Körper ist walzenförmig, der Hals kurz und die Vordergliedmaßen sind zu Grabwerkzeugen umgebildet. Die Handflächen werden zwischen 1,4 und 1,6 cm lang sowie zwischen 1,5 bis 1,7 cm breit. Die Hinterfußlänge liegt bei 1,4 bis 1,5 cm. Das Körperfell zeigt einen dunklen schwärzlich braunen Farbton. Der Schwanz ist keulenförmig gestaltet. Hier findet sich mit den weißlichen Haaren auch das namensgebende Merkmal. Ein weiteres Charakteristikum bildet die lange, zugespitzte Schnauze, auf deren Unterseite sich ein nackter, dreieckiger Fleck befindet.

### Schädel- und Gebissmerkmale
Der Schädel wird zwischen 27,8 und 28,8 mm lang und im Bereich der Jochbögen zwischen 9,3 und 9,5 mm breit. An den Warzenfortsätzen beträgt die Hirnschädelbreite 13,6 bis 14,3 mm. Er ist relativ grazil gebaut, das Rostrum spitzt sich nach vorn zu. Die Weite liegt auf Höhe der Molaren bei etwa 7,3 mm. Das Gebiss ist durch den Verlust eines oberen Prämolaren je Zahnreihe leicht reduziert. Die Zahnanzahl beträgt dadurch 42, die Zahnformel lautet: {\displaystyle {\frac {3.1.3.3}{3.1.4.3}}}. Im Vergleich zu den meisten anderen Vertretern der Eigentlichen Maulwürfe mit Ausnahme des Kurzgesichtmaulwurfs (Scaptochirus) fehlt einer der vorderen einspitzigen Prämolaren. Wie bei allen anderen talpinen Formen ist der obere Eckzahn vergrößert, während der untere klein wirkt und den Schneidezähnen gleicht (incisiviform). Dem gegenüber ist der erste untere Prämolar stark vergrößert und eckzahnartig gestaltet (caniniform). Der jeweils letzte Vormahlzahn im oberen und unteren Gebiss zeigt sich ebenfalls vergrößert. Die Länge der oberen Zahnreihe reicht von 11,5 bis 11,6 mm, die der unteren von 11,1 bis 11,5 mm.

### Skelettmerkmale
Der Weißschwanzmaulwurf verfügt über ein sogenanntes europaeoidales Becken. Das bedeutet, dass die Öffnung des vierten Kreuzbeinwirbels hinten durch eine Knochenbrücke überdeckt ist. Benannt ist dies nach dem Europäischen Maulwurf (Talpa europaea). Die Beckenform kommt bei einigen Eurasischen Maulwürfen (Talpa) vor. Andere Arten der Gattung Talpa haben wiederum ein caecoidales Becken, bei dem eine Knochenbrücke weitgehend fehlt. Hierfür stand der Blindmaulwurf (Talpa caeca) Pate. Ein caecoidales Becken kommt auch bei den Südostasiatischen Maulwürfen (Euroscaptor) vor, während der nahe verwandte Kurzgesichtmaulwurf und die Ostasiatischen Maulwürfe (Mogera) ein mogerides Becken aufweisen. Letztgenanntes Becken zeichnet sich durch eine Knochenbrücke aus, die zusätzlich zur Öffnung des vierten auch jene des fünften Kreuzbeinwirbel überspannt.

### Genetische Merkmale
Der diploide Chromosomensatz lautet 2n = 34. Er besteht aus neun metazentrischen, vier subtelozentrischen und drei acrozentrischen Autosomenpaaren. Das Y-Chromosom ist klein und acrozentrisch, das X-Chromosom mittelgroß und metazentrisch. Die Aufteilung der Chromosomen ergibt eine Anzahl an Armen der Autosomen (fundamentale Anzahl) von 58. Die Daten wurden an einem Tier aus Myanmar ermittelt. Auffallend ist, dass ein untersuchtes Tier aus China bei identischem Chromosomensatz eine fundamentale Anzahl von 64 aufweist, was darauf hindeutet, dass bei diesem alle Chromosomen zweiarmig sind (metazentrisch und/oder telozentrisch). Das Mitogenom umfasst 16.875 Basenpaare.

## Verbreitung und Lebensraum

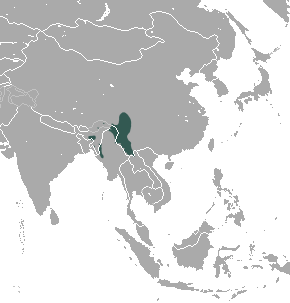
Verbreitungsgebiet des Weißschwanzmaulwurfs

Der Weißschwanzmaulwurf ist in Süd-, Südost- und Ostasien verbreitet. Dort kommt er vom nordöstlichen Indien, etwa in Assam und weitere Bundesstaaten wie Meghalaya, Nagaland, Manipur, Tripura und Mizoram, über die angrenzenden Teile Bangladeschs und Myanmars bis in den Süden Chinas, vor allem in den Provinzen Yunnan und Sichuan, vor. Eventuell tritt er auch nördlich des Brahmaputra im indischen Bundesstaat Arunachal Pradesh und im nördlichen Laos auf. Die Tiere nutzen hauptsächlich Hügel und Ebenen in Höhen von 400 bis 3000 m als Lebensraum, wobei im chinesischen Teil des Verbreitungsgebietes dieser aufgrund des gebirgigen Charakters der Landschaften generell über 1000 m liegt. Einzelne Sichtungen in Assam erfolgten auch in deutlich niedrigeren Höhenlagen um rund 140 m. In Myanmar wurde die Art unter anderem auf landwirtschaftlichen Nutzflächen und in Nähe von menschlichen Besiedlungen beobachtet. Die Fundpunkte sind jeweils von Bergwäldern eingeschlossen grenzen oder an diese.

## Lebensweise
Über die Lebensweise des Weißschwanzmaulwurfs ist wenig bekannt, sie dürfte aber mit der der übrigen Eigentlichen Maulwürfe übereinstimmen. Demnach leben die Tiere vermutlich größtenteils unterirdisch.

## Systematik
Der Weißschwanzmaulwurf ist eine Art aus der Gattung Parascaptor innerhalb der Familie der Maulwürfe (Talpidae) und der Ordnung der Insektenfresser (Eulipotyphla). Art und Gattung bilden wiederum einen Teil der Tribus der Eigentlichen Maulwürfe (Talpini) der weitere, vornehmlich eurasisch verbreitete Artengruppen angehören. Diese stellt die größte Gattungsgemeinschaft der Maulwürfe dar. Die Vertreter der Tribus umfassen mittelgroße bis große Maulwürfe, denen eine Anpassung an eine grabende Lebensweise zu eigen ist. Dies zeigt sich unter anderem in den kurzen und kräftigen Ober- beziehungsweise Unterarmen und den großen, schaufelartigen sowie nach außen gedrehten Händen. Die Handflächen sind durch ein seitlich ansitzendes und als Präpollex („Vordaumen“) bezeichnetes Sesambein vergrößert. Ein weiteres Kennzeichen findet sich in dem kurzen Schwanz. Als besondere Skelettmerkmale der Eigentlichen Maulwürfe können die verknöcherte Symphyse des Schambeins und das Fehlen eines Zahnwechsels hervorgehoben werden. Nach molekulargenetischen Analysen spalteten sich die Eigentlichen Maulwürfe im Oberen Eozän vor rund 34 bis 36 Millionen Jahren von den anderen Triben der Maulwürfe ab. Eine stärkere Diversifizierung der Talpini begann im Mittleren Miozän vor rund 12 Millionen Jahren. Die engste Verbindung des Weißschwanzmaulwurfs besteht zum Kurzgesichtmaulwurf (Scaptochirus), beide sind mit den Südostasiatischen Maulwürfen (Euroscaptor) näher verwandt. Die Linien des Weißschwanzmaulwurfs und des Kurzgesichtmaulwurfs trennten sich im Oberen Miozän voneinander ab.
Es werden keine Unterarten des Weißschwanzmaulwurfs unterschieden. Allerdings weist die Art beträchtliche morphologische Variationen auf, die sich etwa in der Form des Unterkiefers und der Länge der Molarenreihe ausdrücken. Dadurch ließen sich drei Gruppen unterscheiden, verteilt auf die Regionen des nordöstlichen Indien, auf den Hengduan Shan und auf den Nordostteil der chinesischen Provinz Yunnan. Von diesen hat letztere einen eher schlanken Unterkiefer mit kurzer Mahlzahnreihe, während bei den Tieren aus dem Hengduan-Gebirge die Molaren mehr Platz beanspruchen. Die Abweichungen könnten nach Aussagen der Autoren auf einzelne eigenständige taxonomische Einheiten zurückgeführt werden, die möglicherweise auf Unterart- oder Artniveau abzutrennen sind. Unterstützt wird dies neben cytogenetischen Abweichungen auch durch Befunde molekulargenetischer Untersuchungen. Hier ließ sich aufzeigen, dass verschiedene Populationen aus dem nordöstlichen und dem westlichen Yunnan eventuell schon seit dem Pliozän getrennte Linien ausformten. Aufgrund dessen schließt der Weißschwanzmaulwurf nach Ansicht verschiedener  Wissenschaftler mehrere kryptische Arten ein.

## Forschungsgeschichte

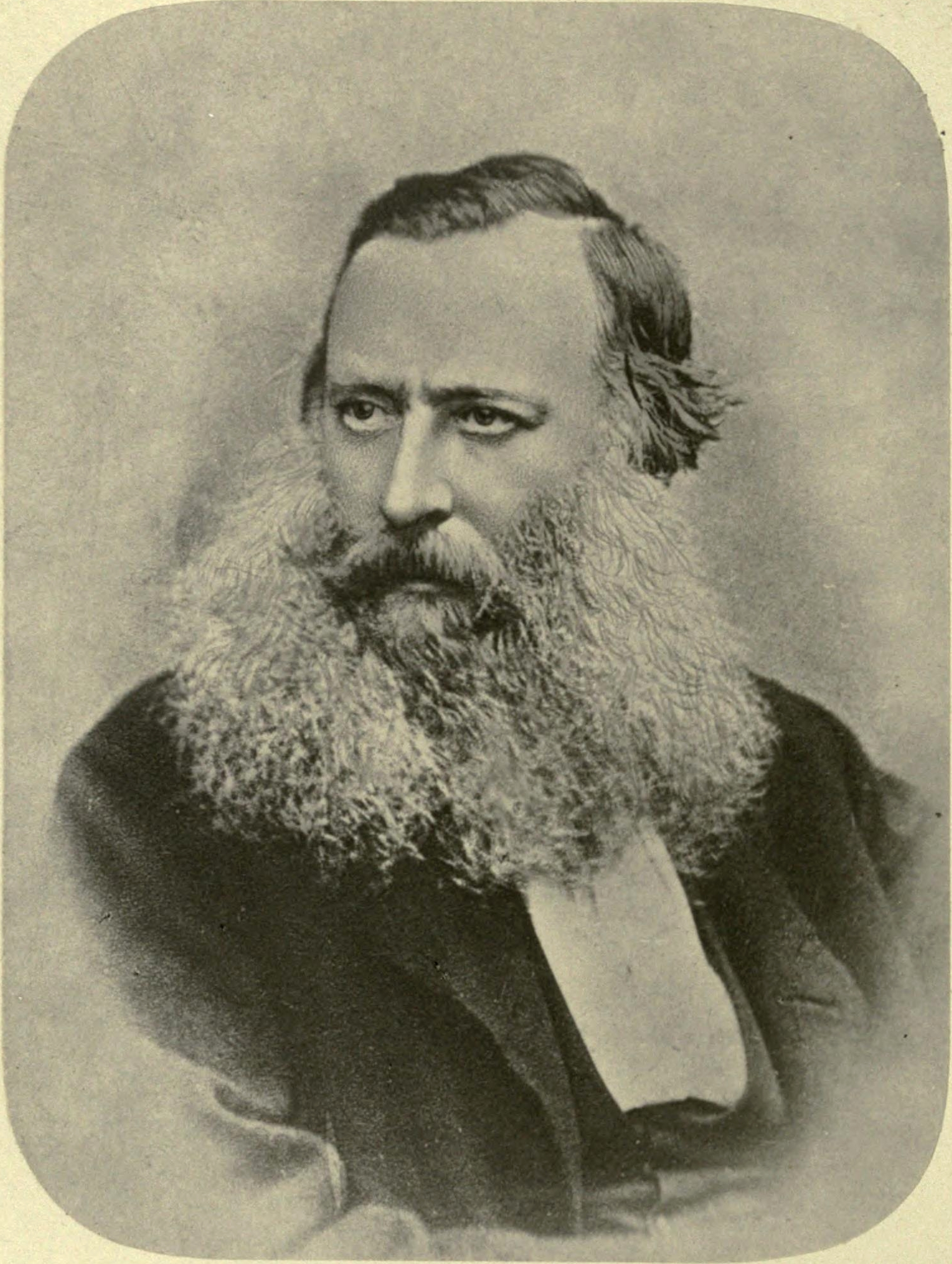
Edward Blyth

Die wissenschaftliche Erstbeschreibung des Weißschwanzmaulwurfs erstellte Edward Blyth im Jahr 1850 unter der Bezeichnung Talpa leucura. Als Grundlage stand ihm unter anderem ein weibliches Individuum zur Verfügung. Dieses stammte von den Khasi-Bergen bei Cherrapunji im nordostindischen Bundesstaat Meghalaya, der Typusregion der Art. Als besondere Merkmale hob Blyth die geringere Anzahl an Prämolaren im Oberkiefer gegenüber den damals bekannten Eurasischen Maulwürfen und die weiße gebüschelte Schwanzspitze hervor, auf letzteres bezieht sich auch das Artepitheton (von griechisch λευκό (leukó) für „weiß“ und ουρά (ourá) für „Schwanz“). Den Umstand der abweichenden Zahnanzahl nahm Theodore Gill im Jahr 1875 zum Anlass, die Gattung Parascaptor einzuführen, als deren einzige Art er Talpa leucura ansah.
In der Regel galt der Weißschwanzmaulwurf als einziger Vertreter seiner Gattung. Im Jahr 1884 verwies jedoch Alphonse Milne-Edwards Talpa leptura ebenfalls zu Parascaptor. Die Form war nur drei Jahre zuvor von Oldfield Thomas anhand eines Individuums aus der Umgebung von Peking eingeführt worden. Thomas erkannte Ähnlichkeiten zum Kurzgesichtmaulwurf. Abweichend von diesem besaß sie jedoch im Unterkiefer einen zusätzlichen Prämolaren und ähnelte in dieser Hinsicht dem Weißschwanzmaulwurf, was Milne-Edwards dann übernahm. Thomas korrigierte sich selbst im Jahr 1910 und ordnete folgend Talpa leptura der Gattung Scaptochirus zu. Nachfolgende Autoren schlossen sich diesem weitgehend an, zumeist wird die Form heute als synonym zum Kurzgesichtmaulwurf geführt und die abweichende Zahnanzahl als Ausdruck einer Oligodontie gesehen. Ähnlich verhält es sich mit der von Sergei Uljanowitsch Stroganow im Jahr 1941 kreierten Form Parascaptor grandidens, deren Belegexemplar bereits ein halbes Jahrhundert zuvor bei einer Expedition von Dmitri Wasiljewitsch Putjata in das Große Hinggan-Gebirge in der Inneren Mongolei aufgesammelt worden war und im Oberkiefer über einen zusätzlichen Prämolaren verfügte. Sie ist ebenfalls als identisch mit dem Kurzgesichtmaulwurf aufzufassen. Hauptsächlich in der zweiten Hälfte des 20. Jahrhunderts und zu Beginn des 21. Jahrhunderts wurde häufig die grammatikalisch falsche Form Parascaptor leucura als wissenschaftliche Artbezeichnung verwendet, obwohl ältere Autoren den korrekten Namen vorgegeben hatten. Der achte Band des Standardwerks Handbook of the Mammals of the World aus dem Jahr 2018 änderte diesen daher wieder unter Berufung auf die Regularien der ICZN offiziell in Parascaptor leucurus.
Mit der Einführung der Gattung Parascaptor durch Gill erhielt der Weißschwanzmaulwurf seine generische Eigenständigkeit. Dies wurde zumeist auch von nachfolgenden Autoren akzeptiert. Im Jahr 1948 führte jedoch Ernst Schwarz alle ost- und südostasiatischen Formen der talpinen Maulwürfe mit den Eurasischen Maulwürfen unter der Gattung Talpa zusammen. Für den westeurasischen Bereich, also dem klassischen Verbreitungsgebiet der Eurasischen Maulwürfe, unterschied er mehrere Arten, die Vertreter des ost- und südostasiatischen Raumes vereinte er dem gegenüber in einer Art. Diese bezeichnete er mit Talpa micrura; das Artepitheton bezieht sich heute auf den Himalaya-Maulwurf (Euroscaptor micrurus) aus der Gattung der Südostasiatischen Maulwürfe (Euroscaptor). Talpa micrura wiederum unterteilte er in mehrere Unterarten. Für den Weißschwanzmaulwurf gab Schwarz Talpa micrura leucura an, führte ihn aber im Gegensatz zu anderen regionalen Formen nicht als separate taxonomische Einheit. Zahlreiche spätere Autoren übernahmen in den 1950er und 1960er Jahren das Konzept, seitens einiger japanischer Zoologen wurde es zumindest für die Vertreter der Ostasiatischen Maulwürfe (Mogera) relativ früh wieder verworfen. Bezüglich der weiteren ost- und südostasiatischen Formen äußerten einige Wissenschaftler spätestens in den 1970er Jahren Zweifel, so beispielsweise Ivo Grulich. Dieser hatte in mehreren Studien die Zahn- und Skelettstruktur der Maulwürfe untersucht und dabei neben den bereits bekannten Differenzen in der Zahnformel auch Abweichungen im Bau des Beckens dokumentiert. Der Weißschwanzmaulwurf ähnelt zwar durch seine europaeoidale Beckenform den Eurasischen Maulwürfen, weist aber bezüglich der Schädelstruktur und des Gebissaufbaus erhebliche Unterschiede auf. Daher plädierte Grulich für eine Eigenständigkeit der Gattung. Spätestens im ausgehenden 20. Jahrhundert wurde das Konzept von Schwarz wieder aufgegeben.

## Stammesgeschichte
Fossilfunde des Weißschwanzmaulwurfs sind bisher nur selten berichtet worden. Zu den wenigen Resten gehören jene aus der Yumidong-Höhle in der Umgebung der Drei-Schluchten-Talsperre des Jangtsekiang in Wushan nahe Chongqing. Das Alter der Fundstelle gehört mit rund 300.000 Jahren in das jüngere Mittelpleistozän.

## Bedrohung und Schutz
Es sind keine größeren Bedrohungen für den Weißschwanzmaulwurf bekannt. Lokal können Bestände durch Waldrodungen sowie die Ausdehnung menschlicher Siedlungen oder von Ackerbauflächen beeinträchtigt sein, zusätzlich auch durch den Einsatz von Pflanzenschutzmittel und Pestiziden. Aufgrund der weiten Verbreitung und der angenommen großen Population gilt die Art laut IUCN als „nicht gefährdet“ (least concern). Sie kommt in verschiedenen Naturschutzgebieten vor, so unter anderem im  Lawachara-Nationalpark in Bangladesch und im Balphakram-Nationalpark sowie im Murlen-Nationalpark in Indien vor.